# ГАЕС Байляньхе
ГАЕС Байляньхе (白莲河抽水蓄能电站) — гідроакумулювальна електростанція в центральній частині Китаю у провінції Хубей. Використовує резервуари, створені у сточищі річки Xishui, лівої притоки Янцзи.
Як нижній резервуар використали споруджене на Xishui у 1960-х роках водосховище Байляньхе, котре утримує насипна гребля висотою 69 метрів та довжиною 259 метрів. Ця водойма має об'єм у 852 млн м3 (корисний об'єм 572 млн м3) та нормальний рівень поверхні на позначці 104 метри НРМ (під час повені об'єм може зростати до 1232 млн м3).
Верхній резервуар створили на висотах правобережжя Xishui за допомогою насипної греблі висотою 59 метрів та довжиною 312 метрів. Разом із трьома допоміжними спорудами висотою від 3 до 10 метрів вона утримує водосховище з об'ємом 25 млн м3 (корисний об'єм 16,6 млн м3) та нормальним рівнем поверхні на позначці 308 метрів НРМ.
Верхній резервуар сполучений із машинним залом за допомогою двох тунельних трас довжиною 1,4 км та 1,5 км, основна частина яких виконана в діаметрі 9 метрів. З нижньою водоймою зал сполучають дві траси довжиною по 0,4 км із діаметром завершуючих тунелів 10 метрів.
Машинний зал споруджений у підземному виконанні та має розміри 146 × 23 метри при висоті 51 метрів. Станцію обладнали чотирма оборотними турбінами типу Френсіс потужністю по 306 МВт у генераторному та 325 МВт у насосному режимі. Вони використовують напір від 191 до 223 метрів (номінальний напір 195 метрів) та забезпечують виробництво 970 млн кВт·год електроенергії на рік при споживанні для зворотного закачування 1290 млн кВт·год.
Зв'язок з енергосистемою відбувається за допомогою ЛЕП, розрахованою на роботу під напругою 500 кВ.